# La Cambe
La Cambe è un comune francese di 650 abitanti situato nel dipartimento del Calvados nella regione della Normandia.

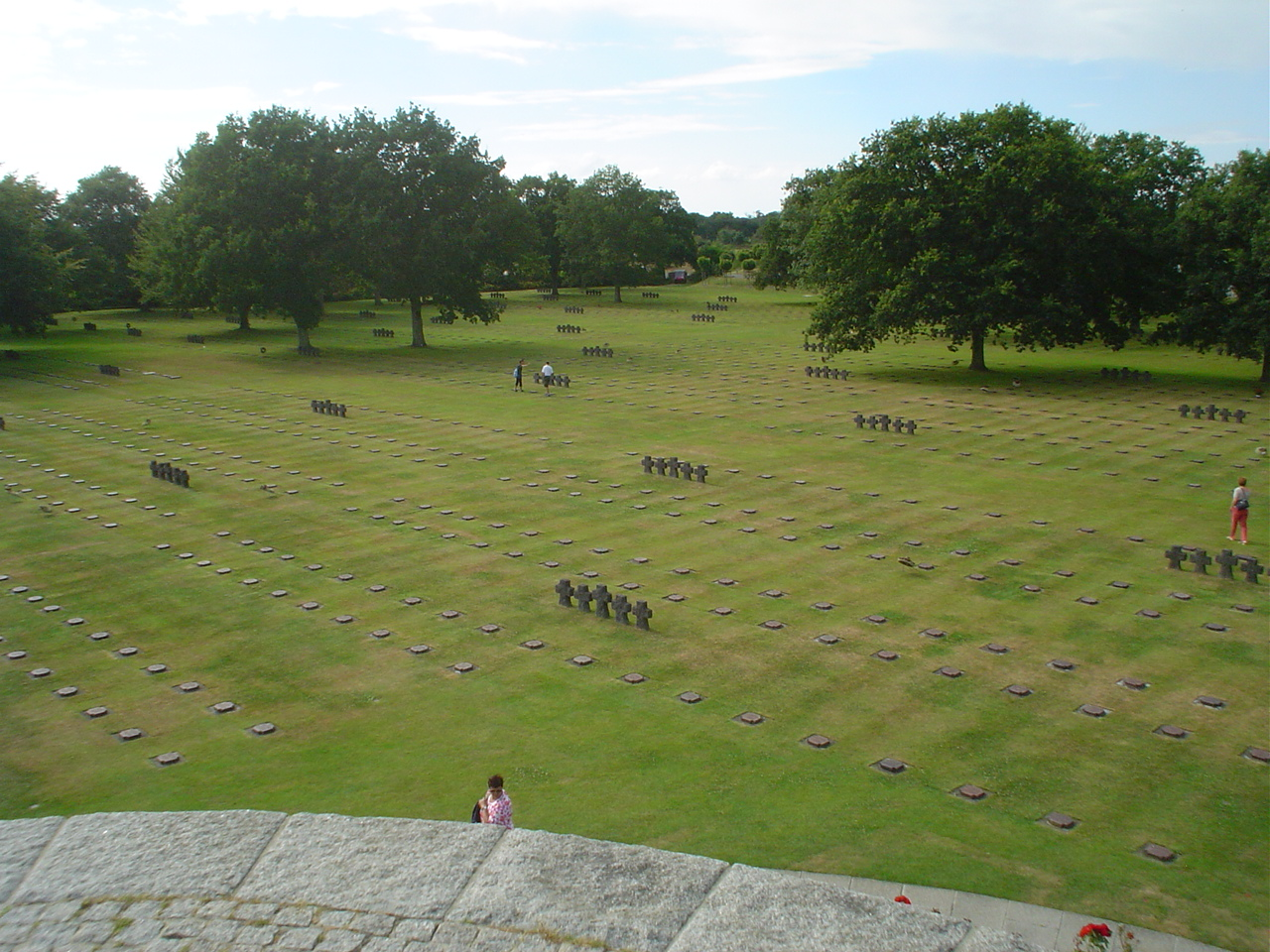
Panorama del cimitero militare tedesco di La Cambe
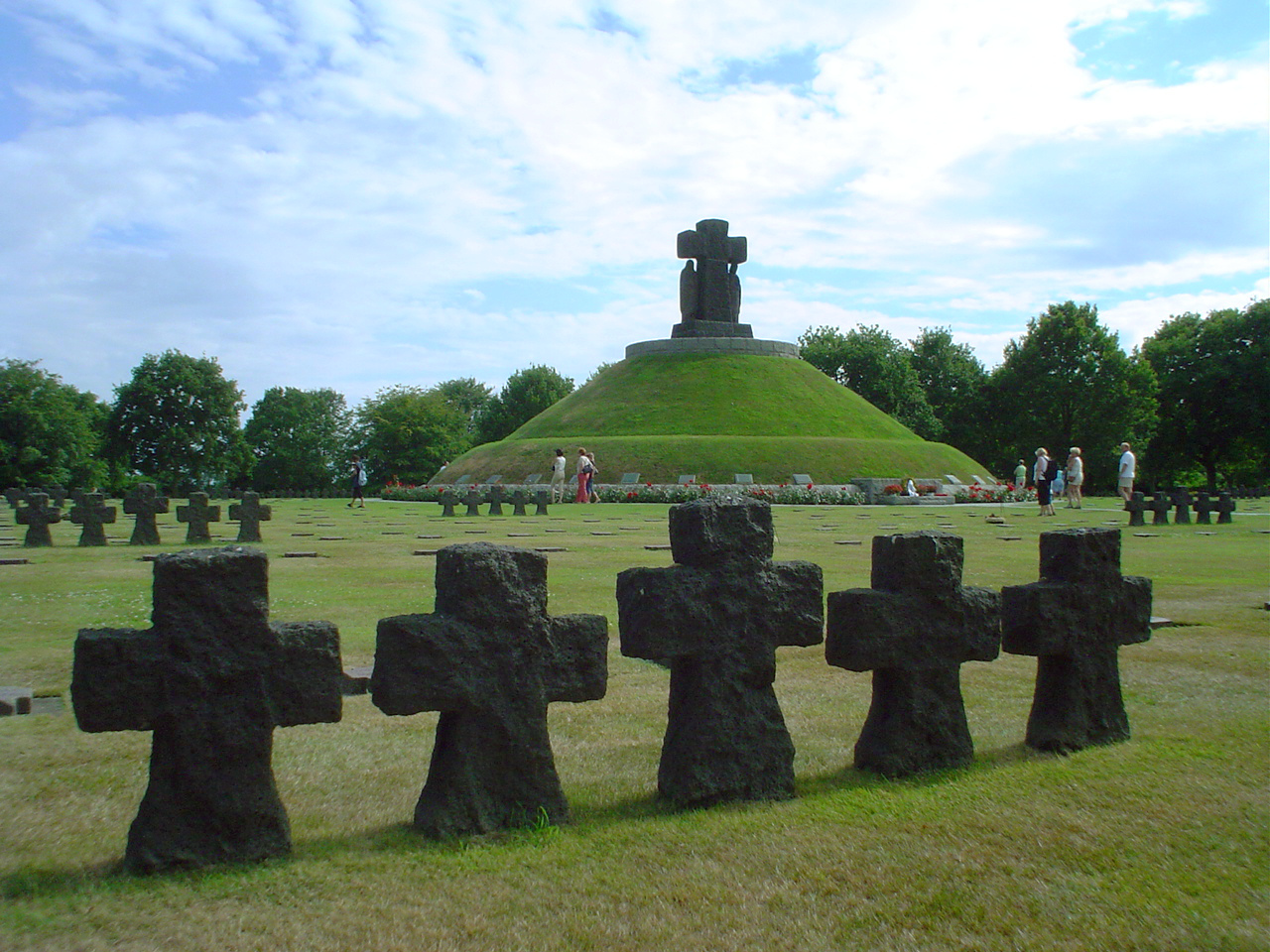
Panorama del cimitero militare tedesco di La Cambe

## Società

### Evoluzione demografica
Abitanti censiti